# Biarum
Biarum é um género de plantas com flor da família Araceae (aráceas), composto por cerca de 23 espécies de plantas herbáceas endémicas do Oriente Médio, Europa e Norte de África, que preferem habitats pedregosos de natureza calcária.

## Espécies
- Biarum angustatum
- Biarum bovei
- Biarum dispar
- Biarum galiani
- Biarum longifolium
- Biarum pyrami
- Biarum rupestre
- Biarum ternifolium